# آنتونیو رومانو (بازیکن فوتبال، زاده ۱۹۹۵)
آنتونیو رومانو (انگلیسی: Antonio Romano؛ زادهٔ ۲۱ ژانویهٔ ۱۹۹۵) بازیکن فوتبال اهل ایتالیا است.
از باشگاه‌هایی که در آن بازی کرده‌است می‌توان به باشگاه فوتبال اینتر میلان، باشگاه فوتبال برشا، باشگاه فوتبال پرو ورچلی، و باشگاه فوتبال چزنا اشاره کرد.